# Galerucinae
Sous-famille
Les Galerucinae ou galéruques forment une sous-famille de coléoptères chrysomélidés. Ils ont un aspect assez similaire aux Criocerinae (criocères) sans présenter autant d'excroissances dans la chitine. La tête ne forme pas de cou.

## Liste des tribus
Selon Fauna Europaea (9 juillet 2013) :
- Galerucini
- Luperini
- Sermylini

Selon ITIS (9 juillet 2013) :
- Alticini Newman, 1835 ; mais Fauna Europaea place les genres de la tribu Alticini dans la sous-famille des Alticinae
- Galerucini Latreille, 1802
- Hylaspini Chapuis, 1875
- Luperini Chapuis, 1875

## Liste des tribus et genres
Selon NCBI (6 mai 2024) :
- Tribu Alticini
  - Acallepitrix
  - Acrocrypta
  - Acrocyum
  - Adamastoraltica
  - Agasicles
  - Alticina
  - Amphimela
  - Andersonaltica
  - Aphthonina
  - Aphthonoides
  - Aphthonomorpha
  - Apteropeda
  - Argopistes
  - Argopus
  - Arrhenocoela
  - Arsipoda
  - Asiophrida
  - Asiorestia
  - Aulacothorax
  - Aulonodera
  - Batophila
  - Benedictus
  - Bhamoina
  - Bikasha
  - Blepharidina
  - Borinken
  - Cacoscelis
  - Cangshanaltica
  - Centralaphthona
  - Chabria
  - Chabriosoma
  - Chaetocnemina
  - Chalaenosoma
  - Chanealtica
  - Chirodica
  - Clavicornaltica
  - Clitea
  - Crepidoderina
  - Crimissa
  - Decaria
  - Demarchus
  - Derocrepis
  - Diabolina
  - Diamphidia
  - Diphaltica
  - Disonychina
  - Distigmoptera
  - Epitrix
  - Euphitrea
  - Gioia
  - Glaucosphaera
  - Glyptina
  - Halticorcus
  - Heikertingerella
  - Hemiglyptus
  - Hermaeophagina
  - Hespera
  - Hippuriphila
  - Ivalia
  - Jacobyana
  - Kiskeya
  - Lactica
  - Lanka
  - Lankaphthona
  - Laotzeus
  - Leptophysa
  - Letzuella
  - Lipromima
  - Longitarsus
  - Luperaltica
  - Luperomorpha
  - Lypnea
  - Lythraria
  - Macrohaltica
  - Mandarella
  - Manobia
  - Manobidia
  - Mantura
  - Margaridisa
  - Minota
  - Mniophila
  - Mniophilosoma
  - Monoplatina
  - Neocrepidodera
  - Nonarthra
  - Normaltica
  - Notozona
  - Novofoudrasia
  - Oedionychina
  - Orestia
  - Orthaltica
  - Palaeothona
  - Parathrylea
  - Pentamesa
  - Phygasia
  - Phygasoma
  - Phyllotreta
  - Physoma
  - Podagricina
  - Pseudodera
  - Psylliodes
  - Sangariola
  - Scelidopsis
  - Serraphula
  - Sinocrepis
  - Sphaerometopa
  - Stevenaltica
  - Strabala
  - Sutrea
  - Syphrea
  - Systenina
  - Tegyrius
  - Trachyaphthona
  - Trachytetra
  - Ulrica
  - Xuthea

- Tribu Galerucini
  - Anadimonia
  - Apophyliites
  - Arima
  - Atysa
  - Atysites
  - Clitenella
  - Coelomerites
  - Erynephala
  - Galerucites
  - Geinula
  - Hyphaenia
  - Isshikia
  - Lochmaea
  - Menippus
  - Neogalerucella
  - Pallasiola
  - Periclitena
  - Poneridia
  - Schematizites

- Tribu Luperini
  - Agetocera
  - Aristobrotica
  - Atrachya
  - Aulacophorina
  - Brachyphora
  - Cneorane
  - Cneoranidea
  - Diabroticina
  - Euliroetis
  - Fleutiauxia
  - Japonitata
  - Kanarella
  - Luperina
  - Nymphius
  - Ootheca
  - Platyxantha
  - Pseudoluperus
  - Siemssenius
  - Taumacera
  - Theopea
  - Triarius

- Tribu Metacyclini
  - Chapuisia
  - Chthoneis
  - Exora
  - Hecataeus
  - Malachorhinus
  - Masurius
  - Palaeophylia
  - Pseudoides
  - Pyesia
  - Zepherina

- Tribu Oidini
  - Anoides
  - Oides

- Tribu Sermylini
  - Agelasticites
  - Antiphites
  - Arthrotidea
  - Arthrotus
  - Bonesia
  - Doryidomorpha
  - Gallerucida
  - Hylaspites
  - Laphris
  - Leptarthra
  - Meristata
  - Meristoides
  - Morphosphaera
  - Proegmena
  - Sermylites

- Galerucinae incertae sedis   
  - Afrocandezea
  - Bicolorizea
  - Laboissierea
  - Lipromela
  - Liroetis
  - Macrima
  - Monoleptoides
  - Monoplatus
  - Ophrida
  - Paleosepharia
  - Paragetocera
  - Podagricomela
  - Sermyloides
  - Sinoluperus
  - Sphaeroderma